# Fomoria groschkei
Fomoria groschkei is een vlinder uit de familie van de dwergmineermotten (Nepticulidae). De wetenschappelijke naam voor deze soort is voor het eerst voorgesteld als Nepticula groschkei door Hugo Skala in een publicatie uit 1943.

## Verspreiding
De soort komt voor in Spanje, Italië (vasteland en Sicilië), Kroatië, Albanië en Griekenland (vasteland en Kreta).

## Waardplanten
De rups leeft op Vitex agnus-castus (Verbenaceae).